# Polígono elegante
Um polígono convexo é dito elegante quando ele pode ser decomposto em triângulos equiláteros, quadrados ou ambos, todos com lados de mesmo comprimento.
Essa definição foi apresentada primeiramente numa prova da OBMEP , em 2009. 

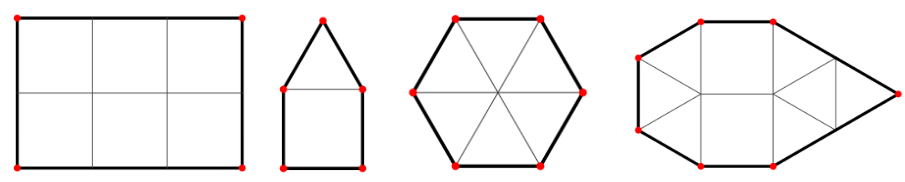
Exemplos de Polígonos Elegantes

## Propriedades
Tendo em vista que os polígonos elegantes são formados apenas por triângulos equiláteros, quadrados ou ambos, de modo justaposto, seus ângulos internos são iguais à soma de parcelas de 60º ou 90º que não exceda 180º. Dessa maneira, um polígono elegante pode ter ângulos medindo 60º, 90º, 120º e 150º.
Além disso, um polígono elegante terá, no máximo, 12 lados. Isso pode ser verificando observando que o maior ângulo desse tipo de polígono é 150º. Sendo assim, tem-se que: 

{\displaystyle \Rightarrow \left(n-2\right)\cdot 180^{\circ }\leq 150^{\circ }\cdot n}, com {\displaystyle n} igual ao número de lados do polígono 

{\displaystyle \Rightarrow n\leq 12}
Por meio dessas propriedades, obtem-se um critério de classificação para esse tipo de polígono.
Existe 34 tipos diferentes de polígonos elegantes .
Abaixo temos uma lista com esses polígonos representados pelo par ordenado {\displaystyle (n_{1},n_{2},n_{3},n_{4})}, em que {\displaystyle n_{1}} é a quantidade de ângulo de 60°, {\displaystyle n_{2}} é a quantidade de ângulo de 90°,

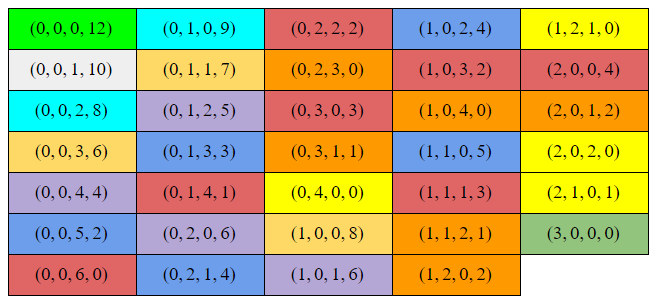
Tipos de polígonos elegantes

{\displaystyle n_{3}} é a quantidade de ângulo de 120° e {\displaystyle n_{4}} é a quantidade de ângulo de 150°. Note que {\displaystyle n=} {\displaystyle n_{1}+n_{1}+n_{2}+n_{3}+n_{4}}. 